# 新井恵介
新井 恵介（あらい けいすけ、1991年12月1日 - ) は、日本の起業家、実業家、エンジェル投資家。カソク株式会社・代表取締役CEO。

## 略歴・人物
富山県出身。幼少期を長野県、新潟県、オーストラリア、ニュージーランドで過ごす。医師家系ということもあり、幼少期は医師を志すも、中学時代から海外生活を送る中で、事業を行いたい思いが強くなり、帰国後は、早稲田大学政治経済学部へ入学を決める。
2011年、大学１年時に英語塾「都内留学」を池袋に開校。また、通訳・翻訳サービス事業の展開や、アプリ開発事業を行う。2013年1月より訪日外国人旅行客向けのインバウンド事業を開始する。2015年6月、民泊だけではなく、全国において、マンスリーマンション、特区民泊、ホテル・旅館と、様々な不動産の運営方法を提案する、カソク株式会社を設立。 他に、カソクグループとして7社を展開し、ブライダル事業、不動産事業、貿易事業等を展開する。